# Petr Arnošt II. z Mansfeldu
Petr Arnošt II. hrabě z Mansfeldu, nebo jen Petr Arnošt Mansfeld (německy Peter Ernst II. Graf von Mansfeld, resp. Ernst von Mansfeld, 1580, Lucemburk – 29. listopadu 1626, Rakovica poblíž Sarajeva) byl syn Petra Arnošta I. z Mansfeldu. Proslavil se jako vojenský důstojník, který se vyznamenal během bojů třicetileté války na straně protihabsburského odboje. Pocházel z německého rodu Mansfeldů.

## Mládí
Petr Arnošt pocházel z rodu, který vlastnil území Mansfeld v Horním Sasku. Narodil v druhém manželství, proto bývá někdy mylně považován za levobočka, budoucímu nizozemskému místodržiteli Petru Arnoštovi I. z Mansfeldu. Měl mnoho sourozenců, většinou nevlastních, mezi nimi bratra Karla, který se stal císařským generálem ve Španělsku.
Většinu svého mládeneckého života prožil v paláci svého otce v Lucemburku. První vojenské zkušenosti získal při tažení v roce 1594 do Uher s císařskou armádou, kde sloužil pod svým nevlastním bratrem Karlem.
Po tomto tažení se mezi lety 1601 až 1604 účastnil dobývání nizozemského Ostende pod vedením španělského generála Ambrosia Spinoly. Poté se dostal do vojska pasovského biskupa arcivévody Leopolda. V jeho službách se zúčastnil roku 1609 bojů o dědictví julišsko-clevské. Následujícího roku změnil tábor a přidal se na stranu Protestantské unie.

## Během třicetileté války
V roce 1618 byl Petr Arnošt vyslán savojským vévodou Karlem Emanuelem v čele asi 2000 mužů na podporu českých stavů v boji proti Habsburkům v Českém království. Během své kariéry byl označen za vůbec nejschopnějšího vojevůdce v českých službách, ale jeho vojsko se také nechvalně proslavilo svými loupeživými výpady a rabováním. Podařilo se mu dobýt Plzeň, ale později byl poražen hrabětem Buquoyem v bitvě u Záblatí.
Další skvrnou na jeho kariéře bylo pochybné jednání při tažení císařsko-ligistických vojsk přes Čechy a kolem Plzně 8. října 1620. V této době si Petr Arnošt nadiktoval nesplnitelné podmínky, za kterých mínil kapitulovat: požadoval povýšení do stavu říšského hraběte, místodržitelství v Lucembursku a 400 000 zlatých. Problém byl, že povýšení by musel posvětit císař ve Vídni a místodržitelství by musel udělit nizozemský místodržící Albrecht, a to nejspíše s povolením španělského krále. Nakonec poněkud slevil a za úplatek 100 000 rýnských se stal neutrálním a do bitvy na Bílé hoře se nezapojil, místo toho zůstal se svým vojskem v Plzni. Přestože by se toto jednání mohlo zdát zrádné, obvykle takto nebývá označováno ani dobovými historiky, například Pavel Skála ze Zhoře píše:
| „ | Co se hraběte z Mansfeldu tkne, on [Thurn] že o něm myslí i to praví, že jest kavalír poctivý a válečník prozřetelný, pročež aby jak nejvyšší purkrabě, tak i jiní nejvyšší úředníci zemští jeho v žádné domnění scestné nebrali a tím pokřikem obecným myslí svých nermoutili; neboť co se tu koli od téhož hraběte děje, to vše že s vůlí a vědomím Jeho Milosti královské a k dobrému jich všech od něho předevzato je. | “ |

Petr Arnošt zůstal v Plzni, dokud se Fridrich Falcký nestáhl z Koruny české, a pak se odtud také stáhl. Ve Falci se úspěšně bránil nájezdům císařského generála Jana Tillyho. Ve Falci se spojil s Fridrichem a podařilo se mu porazit Tillyho v bitvě u Wieslochu. Poté ho Friedrich propustil ze svých služeb, Petr Arnošt se spojil s Kristiánem Brunšvickým a vstoupil do služeb Nizozemské republiky.
Okolo roku 1624 navštívil třikrát Londýn, kde ho lidé vítali jako hrdinu, nejméně jednou navštívil také Paříž. Anglický král Jakub I. se nejprve zdráhal poskytnout pomoc na obnovu Falce, ale později, v roce 1625, odjel Petr Arnošt se svou armádou podpořenou Jakubem I. z Doveru do Nizozemí. Ještě téhož roku byla třicetiletá válka obnovena založením Haagské koalice. Do čela vojsk Haagské koalice byl zvolen dánský král Kristián IV. a Petr Arnošt byl pověřen velením armádě Haagské koalice pro střední Evropu. Jeho vojska byla však vzápětí poražena Albrechtem z Valdštejna v bitvě u Desavy. Petr Arnošt nelenil a velmi brzo sestavil novou armádu, se kterou vtrhl do habsburských dědičných držav. Odsud byl ale Albrechtem z Valdštejna vytlačen na Opavsko, kam se navrátila část uprchlých českých stavů a organizovala zde odboj. Později, kdy už byl nucen ze Slezska ustoupit do Uher, doufal Mansfeld v pomoc sedmihradského vévody Gabriela Betlena. Betlen však záhy změnil názor a na podzim roku 1626 zahájil mírová jednání s císařem Ferdinandem II., jež vedla k uzavření bratislavského míru. To donutilo Mansfelda, aby své muže opustil.
Mansfeld se poté bez svého vojska vydal do Benátek, kde chtěl vyjednat spojenectví, ale když dosáhl vsi Rakovica poblíž Sarajeva, náhle onemocněl a 29. listopadu 1626 vydechl naposledy.